# Shenzhou 11
La Shenzhou 11 è stata una missione del Programma Shenzhou, dell'Agenzia spaziale cinese, con l'obiettivo di portare due astronauti cinesi al laboratorio orbitale Tiangong 2, il cui lancio è avvenuto il 17 ottobre 2016.

## L'equipaggio
La Shenzhou è in grado di trasportare tre astronauti, ma in questa missione ne sono stati trasportati solo due per garantire una maggiore durata della missione.
| Ruolo             | Membri dell'equipaggio        | Membri dell'equipaggio        |
| ----------------- | ----------------------------- | ----------------------------- |
| Comandante        | Jing Haipeng, CNSA Terzo volo | Jing Haipeng, CNSA Terzo volo |
| Ingegnere di volo | Chén Dōng, CNSA Primo volo    | Chén Dōng, CNSA Primo volo    |

Il comandante Jing Haipeng, al suo terzo volo, ha partecipato precedentemente alla missioni Shenzhou 7 come supervisore del modulo di discesa, e Shenzhou 9 come comandante, diventando il primo astronauta cinese a volare per due volte nello spazio. Con la missione Shenzhou 11 ha infranto diversi record del programma spaziale cinese, diventando l'astronauta con più ore di permanenza nello spazio, il primo astronauta cinese a volare nello spazio per tre volte ed il primo astronauta cinese, insieme all'ingegnere Chen Dong, a raggiungere il laboratorio Tiangong 2. L'ingegnere di volo Chen Dong invece è al suo primo volo ed è il secondo astronauta per tempo di permanenza nello spazio ed il primo a raggiungere il laboratorio Tiangong 2.

## La missione
L'obiettivo principale della missione è la ricerca scientifica nel laboratorio orbitale Tiangong 2, in cui sono stati effettuati molteplici esperimenti, tra cui:
- Un esperimento sulla convezione termocapillare a ponte liquido
- Esperimenti su diversi tipi di materiali spaziali
- Esperimenti sulla crescita delle piante

Questi esperimenti sono stati riportati a terra dentro il modulo di rientro della Shenzhou dove sono stati prelevati e riportati in laboratori per analizzare i risultati ottenuti.

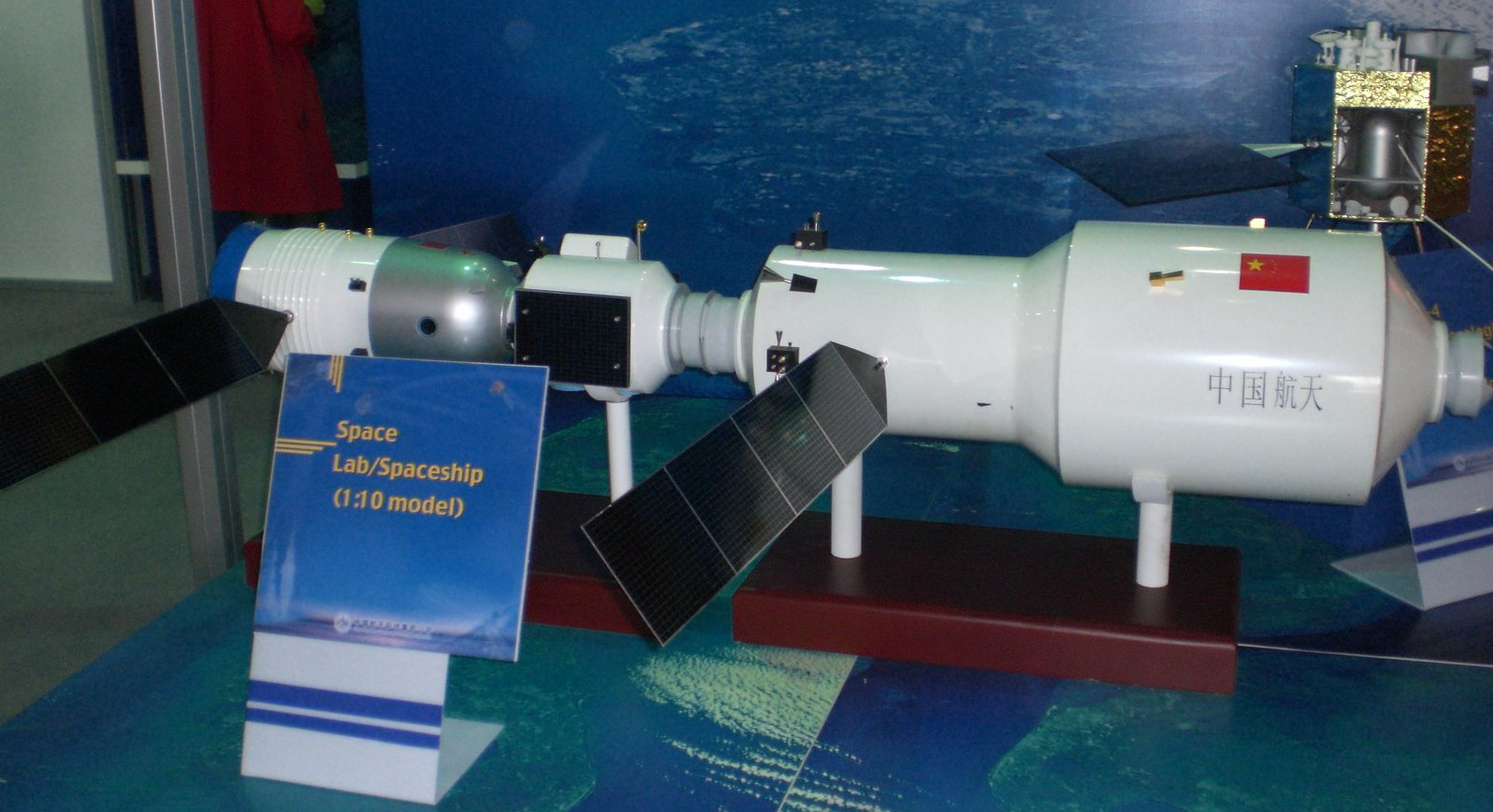
Una rappresentazione in scala 1:10 di una navetta Shenzhou agganciata alla porta anteriore del laboratorio Tiangong 2

La missione rappresenta alcune importanti conquiste per il programma spaziale cinese, a partire dal record di permanenza nello spazio per un astronauta cinese, che nel caso di Jing Haipeng è passato da 15 a circa 48 giorni. La Shenzhou 11 verrà seguita dalla prima missione della navetta cargo cinese, la Tianzhou 1, nel gennaio del 2017, mentre il prossimo equipaggio, di tre astronauti, che voleranno verso la Tiangong 2 a bordo della Shenzhou 12, non ha ancora una data, ma, secondo alcune fonti non ufficiali, il prossimo equipaggio cinese volerà solo nel 2018. quando verrà lanciato il primo modulo della stazione spaziale Tiangong.